# 다이라정 (후쿠시마현)
다이라정(平町)은 후쿠시마현 이와키군에 존재했던 정이다. 1896년 이전에는 이와키군, 1896년에는 이와사키군에 속했다.
현재 이와키시 히라지구의 조반선 이와키역 주변에 해당하며, 히라를 칭하는 마을 중 나쓰이가와・호마가와(夏井川)・호마가와(好間川) 이남, 신가와(新川) 이북 지역(옛 이이노촌(飯野村)에 속했던 히라키타시라토(平北白土)를 제외한 지역이다. 에도시대에는 반조히라번의 성하 마을이었다.

## 역사
- 1889년 4월 1일 - 정촌제 시행에 의해 이와키군 다이라정 단독으로 자치체를 형성하였다.
- 1896년 4월 1일 - 소속군이 이와사키군에 변경되었다.
- 1937년 6월 1일 - 히라쿠보촌과 합병해 다이라정이 성립하여, 동일 다이라정이 폐지되었다.

### 철도
- 일본국유철도
  - 조반 선
  - 반에쓰토 선

### 도로
- 국도 6호선

## 참고문헌
- 角川日本地名大辞典 7 福島県